# Богатая невеста
«Богатая невеста» — чёрно-белый советский художественный фильм 1937 года, музыкальная комедия Ивана Пырьева. В фильме звучат песни Исаака Дунаевского на слова Василия Лебедева-Кумача.

## Сюжет
На уборке урожая в одном из украинских колхозов работают комсомольцы — тракторист Павло и колхозница Маринка, которые любят друг друга. Но счетовод Ковынько тоже давно вздыхает по Маринке и строит им разные козни.

## В ролях
- Марина Ладынина — Маринка Лукаш
- Фёдор Курихин — дед Наум
- Борис Безгин — Павло Згара
- Иван Любезнов — счетовод Ковынько
- Степан Шагайда — парикмахер
- Анна Дмоховская — Палага Фёдоровна
- Александр Антонов — Данило Будяк
- Иван Матвеев — Сенька
- Любовь Свешникова — Фроська
- Иван Бондарь — эпизод (нет в титрах)
- Дмитрий Капка — бригадир (нет в титрах)
- Наталия Гебдовская — эпизод (нет в титрах)

## Съёмочная группа
- Авторы сценария: Евгений Помещиков и Аркадий Добровольский[1]
- Режиссёр: Иван Пырьев
- Оператор: Владимир Окулич
- Композитор: Исаак Дунаевский
- Текст песен: Василий Лебедев-Кумач
- Художник: Мария Симашкевич
- Директор картины: Семен Бабанов

## Технические данные
- СССР, 1937 год (в США премьера состоялась 3 июня 1938 года)
- Украинфильм
- Чёрно-белый, 85-96 мин.